# Samuel Tickell
Samuel Richard Tickell  est un officier de la British Army, un artiste et un ornithologue britannique, né le 19 août 1811 à Cuttack en Inde et mort le 20 avril 1875 à Cheltenham.

## Biographie
Il fait ses études en Angleterre avant d’entrer à dix-neuf ans dans l’infanterie native du Bengale. Il sert au Bengale jusqu’en 1840 où il commande l’escorte militaire de Brian Houghton Hodgson (1800-1894) à Katmandou. Il revient au Bengale en 1843, est promu capitaine en 1847 et part alors en Birmanie.
Durant son séjour en Inde, Tickell fait d’importantes contributions sur les oiseaux et les mammifères du pays, observant les animaux dans la nature et récoltant des spécimens. Il fait paraître des articles dans les volumes 17 et 18 du Journal of the Asiatic Society of Bengal. Il est l’auteur également d’article sur la langue Ho.
Tickell prend sa retraite en 1865 et s’installe dans les îles Anglo-Normandes. En 1870, une attaque inflammatoire oculaire le rend aveugle. Il travaillait alors sur un livre intitulé Illustrations of Indian Ornithology, mais la perte de sa vue le force à l’abandonner. Il lègue son manuscrit à la Zoological Society of London.
Plusieurs oiseaux ont reçu son nom. Edward Blyth (1810-1873) lui dédie le gobemouche de Tickell (Cyornis tickelliae) en 1843, le calao brun (Anorrhinus tickelli) en 1855 et l’akalat de Tickell (Pellorneum tickelli) en 1859.

## Source
- Bo Beolens et Michael Watkins (2003). Whose Bird ? Common Bird Names and the People They Commemorate. Yale University Press (New Haven et Londres) : 400 p.  (ISBN 0-300-10359-X)